# 강원도 (조선민주주의인민공화국)
강원도(江原道)는 조선민주주의인민공화국 남동부에 있는 도이다. 1946년 9월에 함경남도에서 원산시, 안변군, 문천군이 강원도에 편입되었고, 도청 소재지는 원산시이다. 당위원회 위원장은 박정남이고, 인민위원회 위원장은 한상준이다.

## 지리

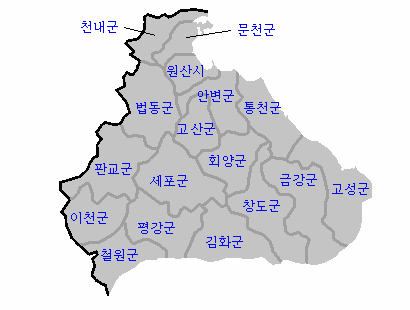
조선민주주의인민공화국의 강원도 도시 배치

동쪽으로는 동해, 서쪽으로는 황해북도 및 개성시, 북쪽으로는 함경남도 및 평안남도, 남쪽으로는 군사분계선을 경계로 대한민국의 강원특별자치도 및 경기도 연천군과 접하고 있다.
도의 대부분을 태백산맥이 통과하고 있고, 가장 높고 유명한 산은 금강산이다.
조선민주주의인민공화국의 강원도와 대한민국의 강원특별자치도를 합쳐 관동 지방으로 부른다. 태백산맥의 서쪽을 영서, 동쪽을 영동이라 부른다.

## 역사

### 분단 이전
강원도는 조선 시대 때의 팔도의 하나였다. 1395년에 설치되었는데, 강원도라는 이름은 강릉과 감영 소재지였던 원주에서 따 온 것이다.
- 1895년 : 23부제의 실시로 영서 지역에는 춘천부, 영동 지역에는 강릉부가 설치되고, 감영이 있던 원주는 충주부에 속하게 되었다.
- 1896년 : 13도제가 시행되어 강원도가 복원되었으나, 관찰부는 춘천으로 정해졌다.

### 분단 이후
1945년 9월 2일 미국과 소련이 38선을 경계로 한반도를 분할 점령하면서 강원도는 남북으로 분단되었다.
강원도의 중심지인 춘천과 강릉이 모두 38선 이남에 위치했기 때문에 광복 직후 1년 동안 철원읍을 철원시로 승격시켜 도청 소재지로 삼았다가, 1946년 9월 5일 함경남도 원산시, 안변군, 문천군과 경기도의 38선 이북 지역(련천군, 영평군)을 북강원도로 편입시키고 도청을 원산시로 이전하였다.
1953년 7월 27일에 한국 전쟁의 정전 협정에 따라 군사분계선이 설정되어, 화천군·양양군 전부와 철원군·양구군·인제군·고성군 대부분이 대한민국 강원도의 관할이 되었다. 2002년에 강원도의 일부가 금강산관광지로 편성되었다.

## 행정 구역
행정구역은 전체 2개 시, 15개 군으로 구성되어 있다.
시
- 문천시[122,934명]
- 원산시[363,127명]

군
| - 고산군[103,579명] - 고성군[61,277명] - 금강군[54,211명] - 김화군[56,541명] - 법동군[35,119명] | - 세포군[61,113명] - 안변군[93,960명] - 이천군[57,563명] - 창도군[51,319명] - 천내군[85,123명] | - 철원군[62,418명] - 통천군[89,357명] - 판교군[47,031명] - 평강군[90,425명] - 회양군[42,485명] |

- 각 지역 옆의 인구는 2008년 북한의 인구조사를 출처로 한다.

## 기타
강원도는 원산시 부근을 제외하고는 조선민주주의인민공화국의 다른 도에 비해 모든 면에서 낙후된 편이며, 특히 교통은 심각한 수준이다.
철도는 금강산청년선(동해북부선)과 강원선(경원선), 청년이천선이 있으며, 시외버스는 2~3일에 한번 꼴로 운행되는데 그마저도 제시간에 운행되지 않는 일이 잦을 정도로 교통이 낙후되어 있다. 산업은 관광업(금강산 관광)과 농어업 외에는 거의 없다.
정주영 전 현대그룹 회장이 이곳에서 태어났다

## 같이 보기
- 강원도
- 강원특별자치도
- 금강산